# Bologna Football Club 1960-1961
Questa voce raccoglie le informazioni riguardanti il Bologna Football Club nelle competizioni ufficiali della stagione 1960-1961.

## Stagione
Il Bologna nella Serie A 1960-1961 si classificò al nono posto con 31 punti, gli stessi di Atalanta e L.R. Vicenza. All'ultima giornata di campionato (la 34ª), il Bologna pareggiò per 4-4 in casa contro la Sampdoria, eguagliando il record del pareggio con più reti segnate della sua storia, stabilito in Serie A 1940-1941 in trasferta allo stadio Partenopeo contro il Napoli. Lo scudetto è stato vinto dalla Juventus con 49 punti davanti al Milan con 45 punti. Sono retrocessi in Serie B il Bari con 29 punti, il Napoli con 25 punti e la Lazio con 18 punti.
In Coppa Italia battuto il Lecco 4-2 ai tempi supplementari, raggiunse gli ottavi di finale venendo sconfitta 3-0 dalla Roma. Vinse la Coppa Mitropa, superando nel doppio confronto finale lo Slovan Nitra: 2-2 in trasferta all'andata in Cecoslovacchia e 3-0 in casa al ritorno.

## Divise
| Casa | Trasferta | Portiere |

## Rosa
| N. |                   | Ruolo | Calciatore                |
| -- | ----------------- | ----- | ------------------------- |
|    | Italia (bandiera) | P     | Attilio Santarelli        |
|    | Italia (bandiera) | P     | Anselmo Giorcelli         |
|    | Italia (bandiera) | P     | Rino Rado                 |
|    | Italia (bandiera) | D     | Guglielmo Burelli         |
|    | Italia (bandiera) | D     | Lorenzo Cappa             |
|    | Italia (bandiera) | D     | Bruno Capra               |
|    | Italia (bandiera) | D     | Carlo Furlanis            |
|    | Italia (bandiera) | D     | Fedele Greco              |
|    | Italia (bandiera) | D     | Franco Marini             |
|    | Italia (bandiera) | D     | Mirko Pavinato (capitano) |
|    | Italia (bandiera) | D     | Paride Tumburus           |

| N. |                    | Ruolo | Calciatore          |
| -- | ------------------ | ----- | ------------------- |
|    | Italia (bandiera)  | C     | Giacomo Bulgarelli  |
|    | Uruguay (bandiera) | C     | Héctor Demarco      |
|    | Italia (bandiera)  | C     | Romano Fogli        |
|    | Italia (bandiera)  | C     | Marino Perani       |
|    | Italia (bandiera)  | C     | Battista Rota       |
|    | Italia (bandiera)  | A     | Giulio Bonafin      |
|    | Italia (bandiera)  | A     | Sergio Campana      |
|    | Italia (bandiera)  | A     | Cesarino Cervellati |
|    | Italia (bandiera)  | A     | Ezio Pascutti       |
|    | Italia (bandiera)  | A     | Antonio Renna       |
|    | Brasile (bandiera) | A     | Luís Vinício        |

## Calciomercato

### Sessione autunnale
| Acquisti | Acquisti          | Acquisti       | Acquisti   |
| R.       | Nome              | da             | Modalità   |
| -------- | ----------------- | -------------- | ---------- |
| D        | Edmondo Lorenzini | Sambenedettese | definitivo |
| A        | Marino Perani     | Padova         | definitivo |
| C        | Lorenzo Cappa     | Bari           | prestito   |
| A        | Luís Vinício      | Napoli         | definitivo |

| Cessioni | Cessioni         | Cessioni | Cessioni   |
| R.       | Nome             | a        | Modalità   |
| -------- | ---------------- | -------- | ---------- |
| C        | Battista Rota    | SPAL     | definitivo |
| D        | Giovanni Mialich | Napoli   | definitivo |
| A        | Gino Pivatelli   | Napoli   | prestito   |

## Risultati

### Serie A

#### Girone di andata
| Arbitro: | Grignani (Milano) |

|           |           |                                 |
| Mattei 6’ | Marcatori | 10’, 76’ Campana 50’ Bulgarelli |

| Arbitro: | Bonetto (Torino) |

|             |           |             |
| Campana 34’ | Marcatori | 84’ Savoini |

| Arbitro: | Annoscia (Bari) |

|                                                         |           |            |
| Altafini 14’, 73’ Vernazza 51’, 58’ Liedholm 54’ (rig.) | Marcatori | 44’ Perani |

| Arbitro: | Campanati (Milano) |

|  |           |                        |
|  | Marcatori | 72’ Tacchi 79’ Gratton |

| Arbitro: | Grignani (Milano) |

|                   |           |                               |
| Vinicio 8’ (rig.) | Marcatori | 36’ Morelli 82’ (rig.) Prenna |

| Arbitro: | Bonetto (Torino) |

|             |           |                             |
| Rossano 76’ | Marcatori | 51’ Perani 68’, 71’ Campana |

| Arbitro: | Adami (Roma) |

|                                         |           |             |
| Riva 18’ (aut.) Campana 39’ Vinicio 41’ | Marcatori | 48’ Taccola |

| Arbitro: | Marchese (Napoli) |

|                            |           |  |
| Nicolè 2’ Charles 28’, 43’ | Marcatori |  |

| Arbitro: | Genel (Trieste) |

|                                    |           |                      |
| Vinicio 12’ Campana 16’ Perani 28’ | Marcatori | 7’ (aut.) Santarelli |

| Arbitro: | De Marchi (Pordenone) |

|                        |           |              |
| Perani 58’ Vinicio 60’ | Marcatori | 31’ Lindskog |

| Udine 18 dicembre 1960 11ª giornata | Udinese      | 0 – 0 | Bologna | Stadio Moretti\| Arbitro: \| Adami (Roma) \| |
| Arbitro:                            | Adami (Roma) |       |         |                                              |

| Arbitro: | Lo Bello (Siracusa) |

|                                       |           |              |
| Perani 11’, 55’ (rig.) Cervellati 34’ | Marcatori | 21’ Tomeazzi |

| Arbitro: | De Marchi (Pordenone) |

|                  |           |  |
| Vinicio 22’, 85’ | Marcatori |  |

| Arbitro: | Righi (Milano) |

|                       |           |              |
| Milani 15’ Crippa 59’ | Marcatori | 36’ Furlanis |

| Arbitro: | Gambarotta (Genova) |

|                                   |           |            |
| Benetti 12’ Milan 35’ Micheli 63’ | Marcatori | 77’ Perani |

| Bologna 22 gennaio 1961 16ª giornata | Bologna       | 0 – 0 | Lecco | Stadio Renato Dall'Ara\| Arbitro: \| Leita (Udine) \| |
| Arbitro:                             | Leita (Udine) |       |       |                                                       |

| Arbitro: | Campanati (Milano) |

|                               |           |             |
| Ocwirk 2’ Tumburus 24’ (aut.) | Marcatori | 48’ Demarco |

#### Girone di ritorno
| Arbitro: | Concetto Lo Bello (Siracusa) |

|             |           |              |
| Bonafin 23’ | Marcatori | 60’ Franzini |

| Arbitro: | Leita (Udine) |

|                                |           |                         |
| Fusato 62’ Bruno Siciliano 68’ | Marcatori | 7’ Pascutti 67’ Demarco |

| Arbitro: | Gambarotta (Genova) |

|  |           |                   |
|  | Marcatori | 43’, 72’ Altafini |

| Arbitro: | Grignani (Milano) |

|             |           |                        |
| Gratton 53’ | Marcatori | 23’ Perani 72’ Campana |

| Arbitro: | Rebuffo (Milano) |

|            |           |  |
| Prenna 17’ | Marcatori |  |

| Bologna 12 marzo 1961 23ª giornata | Bologna            | 0 – 0 | Bari | Stadio Renato Dall'Ara\| Arbitro: \| Campanati (Milano) \| |
| Arbitro:                           | Campanati (Milano) |       |      |                                                            |

| Arbitro: | Adami (Roma) |

|  |           |            |
|  | Marcatori | 10’ Perani |

| Arbitro: | Jonni (Macerata) |

|                  |           |                                      |
| Vinicio 30’, 74’ | Marcatori | 32’, 69’, 71’ Sivori 44’ (rig.) Mora |

| Arbitro: | Righetti (Torino) |

|          |           |            |
| Nova 54’ | Marcatori | 45’ Perani |

| Milano 9 aprile 1961 27ª giornata | Inter               | 0 – 0 | Bologna | Stadio San Siro\| Arbitro: \| Francescon (Padova) \| |
| Arbitro:                          | Francescon (Padova) |       |         |                                                      |

| Arbitro: | Grignani (Milano) |

|             |           |             |
| Vinicio 31’ | Marcatori | 53’ Bettini |

| Arbitro: | Francescon (Padova) |

|            |           |  |
| Danova 57’ | Marcatori |  |

| Arbitro: | Angonese (Mestre) |

|               |           |  |
| Manfredini 3’ | Marcatori |  |

| Arbitro: | Politano (Cuneo) |

|                       |           |          |
| Renna 15’ Demarco 43’ | Marcatori | 39’ Rosa |

| Arbitro: | Marchese (Napoli) |

|                              |           |                           |
| Pascutti 3’, 21’ Vinicio 71’ | Marcatori | 29’ Milan 38’, 74’ Hamrin |

| Arbitro: | Rigato (Mestre) |

|                          |           |  |
| Galbiati 48’ Clerici 90’ | Marcatori |  |

| Arbitro: | Cataldo (Reggio Calabria) |

|                                                |           |                                                |
| Renna 19’ Pascutti 33’ Vinicio 66’ Demarco 85’ | Marcatori | 7’, 38’ Brighenti 34’ Cucchiaroni 51’ Skoglund |

### Coppa Italia
| Arbitro: | Annoscia (Bari) |

|                                          |           |                             |
| Perani 13’ Demarco 89’, 99’ Vinicio 113’ | Marcatori | 15’ Bonacchi 90’ Cardarelli |

| Arbitro: | Francescon (Padova) |

|                                 |           |  |
| Manfredini 4’, 77’ De Sisti 85’ | Marcatori |  |

## Statistiche

### Statistiche di squadra
| Competizione | Punti | In casa | In casa | In casa | In casa | In casa | In casa | In trasferta | In trasferta | In trasferta | In trasferta | In trasferta | In trasferta | Totale | Totale | Totale | Totale | Totale | Totale | DR  |
| Competizione | Punti | G       | V       | N       | P       | Gf      | Gs      | G            | V            | N            | P            | Gf           | Gs           | G      | V      | N      | P      | Gf     | Gs     | DR  |
| ------------ | ----- | ------- | ------- | ------- | ------- | ------- | ------- | ------------ | ------------ | ------------ | ------------ | ------------ | ------------ | ------ | ------ | ------ | ------ | ------ | ------ | --- |
| Serie A      | 31    | 17      | 6       | 7       | 4       | 28      | 25      | 17           | 4            | 4            | 9            | 16           | 26           | 34     | 10     | 11     | 13     | 44     | 51     | -7  |
| Coppa Italia |       | 1       | 1       | 0       | 0       | 4       | 2       | 1            | 0            | 0            | 1            | 0            | 3            | 2      | 1      | 0      | 1      | 4      | 5      | -1  |
| Totale       |       | ..      | ..      | .       | .       | ..      | ..      | ..           | .            | ..           | .            | ..           | ..           | ..     | ..     | ..     | .      | ..     | ..     | +.. |

### Statistiche dei giocatori
| Giocatore     | Serie A  | Serie A | Coppa Italia | Coppa Italia | Totale   | Totale |
| Giocatore     | Presenze | Reti    | Presenze     | Reti         | Presenze | Reti   |
| ------------- | -------- | ------- | ------------ | ------------ | -------- | ------ |
| G. Bonafin    | 6        | 1       | -            | -            | 6        | 1      |
| G. Bulgarelli | 18       | 1       | 1            | 0            | 19       | 1      |
| G. Burelli    | 16       | 0       | -            | -            | 16       | 0      |
| S. Campana    | 24       | 8       | 2            | 0            | 26       | 8      |
| L. Cappa      | 9        | 0       | 1            | 0            | 10       | 0      |
| B. Capra      | 28       | 0       | 1            | 0            | 29       | 0      |
| C. Cervellati | 16       | 1       | 1            | 0            | 17       | 1      |
| H. Demarco    | 23       | 4       | 2            | 2            | 25       | 6      |
| R. Fogli      | 27       | 0       | 1            | 0            | 28       | 0      |
| C. Furlanis   | 10       | 1       | -            | -            | 10       | 1      |
| A. Giorcelli  | 3        | -7      | -            | -            | 3        | -7     |
| F. Greco      | 4        | 0       | 1            | 0            | 5        | 0      |
| F. Marini     | 11       | 0       | 1            | 0            | 12       | 0      |
| E. Pascutti   | 13       | 4       | -            | -            | 13       | 4      |
| M. Pavinato   | 32       | 0       | 2            | 0            | 34       | 0      |
| M. Perani     | 29       | 10      | 2            | 1            | 31       | 11     |
| R. Rado       | 1        | -4      | -            | -            | 1        | -4     |
| A. Renna      | 12       | 2       | 1            | 0            | 13       | 2      |
| B. Rota       | 5        | 0       | 1            | 0            | 6        | 0      |
| A. Santarelli | 30       | -40     | 2            | -5           | 32       | -45    |
| P. Tumburus   | 27       | 0       | 2            | 0            | 29       | 0      |
| L. Vinicio    | 30       | 11      | 2            | 1            | 32       | 12     |

### Videografia
- Bologna FC 100 anni di storia (4 DVD-Video), Corriere dello Sport, 2009.